# Staatsrat (Thüringen)
Der Staatsrat im 1920 gegründeten Land Thüringen war ein konsultatives Organ im politischen System Thüringens.

## Aufgaben
Durch das Reichsgesetz vom 30. April 1920 (RGBl. I S. 841) wurden die sieben Volks- beziehungsweise Freistaaten in Thüringen, ohne das Gebiet Coburg, am 1. Mai 1920 zum Land Thüringen vereint. Gemäß Thüringischer Landesverfassung vom 21. März 1921 sollten im Staatsrat Vertreter der vormaligen Teilstaaten vertreten sein. Die Mitglieder des Staatsrates führten den Titel Staatsrat und waren als Minister ohne Geschäftsbereich Mitglied der Landesregierung. Die Wahl der Staatsräte erfolgte durch den Landtag. Die Vertreter sollten „mit den Verhältnissen des ehemaligen Staates besonders [vertraut sein]“. Das durch den Artikel 71 der Landesverfassung geschaffene Gremium sollte nur für die Dauer von 15 Jahren existieren und ein Zusammenwachsen der einzelnen Teilstaaten zum neuen Land Thüringen gewährleisten.